# Port MacDonnell
Port MacDonnell – miasto w Australii, w stanie Australia Południowa.